# Agonum puncticeps
Agonum puncticeps är en skalbaggsart som beskrevs av Thomas Casey. Agonum puncticeps ingår i släktet Agonum och familjen jordlöpare. Inga underarter finns listade i Catalogue of Life.